# Jevanđelje Egerton
Nekanonsko jevanđelje ,,Egerton'' odnosi se na tekst iz 2. veka. Deo teksta koji je preživeo postoji sačuvano u tri fragmenta. Nađeni su u Egiptu, a prodati su Britanskom muzeju 1934. godine, gde se i sada nalaze. Takođe se naziva i „Nepoznato jevanđelje" jer je u potpunosti nepoznato sve do datuma njegove publikacije.

## Sadržaj
Sačuvani fragmenit sadrže četiri priče: 
1) Isus opominje narod zbog njihovog nevera i tvrdi da Pismo svedoči za njega. Narod uvređen zbog toga pokušava da ga uhvati, ali bezuspešno
2) Isus isceljuje gubavog čoveka
3) Neko prilazi Isusu sa pitanjem da li je potrebno plaćati porez vlastima
4) Čudo na reci Jordanu. Tekst u ovom delu nije dobro očuvan, ali se može naslutiti da Isus suvu zemlju obale kvasi jorandskom vodom, te ona rađa plodove

## Datiranje rukopisa
Datum nastajanja je ustanovljen isključivo na osnovu paleografije. Kada je tekst Egerton objavljen prvi put, datovan je na sredinu drugog veka. Kasnije je na osnovu stila pisanja utvrđeno da se radi o trećem veku; da bi datovanje kasnije bilo revidirano, pa se smatra da je tekst ipak nastao tokom drugog veka. 

## Spoljašnje veze
Prevod: https://www.promisao.com/egerton-prevod/